# Шехтман, Вениамин Шоломович
Вениамин Шоломович Шехтман (3 мая 1929 — 12 апреля 2019, Ереван) — российский учёный, доктор физико-математических наук, профессор, заслуженный деятель науки РФ (1999).

## Биография
Окончил физико-химический факультет Московского института стали (будущий МИСиС) (1952). В 1961 г. там же защитил кандидатскую диссертацию «Изучение структур соединений рения с переходными металлами».
Работал в Институте физики твёрдого тела АН СССР (РАН) (Черноголовка) с первых дней его существования (1963), зав. рентгеновской лабораторией. Возглавлял Лабораторию рентгеноструктурного анализа ИФТТ с момента её основания в 1976 г. и до объединения с Лабораторией рентгеновской оптики и электронной микроскопии в 2003 г. (в итоге создана Лаборатория структурных исследований (ЛСИ)). Последняя должность — главный научный сотрудник сектора элементного и структурного анализа.
Доктор физико-математических наук (30.06.1977), профессор. Докторская диссертация:
- Структурные эффекты в металлах и диэлектриках при внешних воздействиях : диссертация … доктора физико-математических наук : 01.04.07. — Черноголовка, 1976. — 356 с. : ил.

Научные интересы: материаловедение, фазовые переходы, рентгеновская дифракция, модулированные структуры, апериодические кристаллы, несоизмеримые фазы, сегнетоэлектрики.
Член Национального комитета кристаллографов России, председатель секции «Физика металлов и сплавов» Научного Совета по физике конденсированных сред РАН.

## Почётные звания
Заслуженный деятель науки РФ (1999).

## Сочинения
- Введение в рентгеновскую кристаллографию : Учеб. пособие для студентов и аспирантов, обучающихся по специальностям: «физика конденсир. сред», «физ. материаловедение» / В. Шехтман, Р. Диланян; Подмосков. фил. Моск. гос. ун-та им. М. В. Ломоносова. — Черноголовка, 2002. — 144 с. : ил., табл.; 30 см; ISBN 5-901675-07-X
- Свойства трёхмерных голограмм [Текст] / В. В. Аристов, В. Ш. Шехтман ; АН СССР. Ин-т физики твёрдого тела. — (Препринт). — Москва : [б. и.], 1970. — 42 с. : ил.; 22 см.
- О методе съёмки монокристаллов в широкорасходящемся пучке рентгеновских лучей. Доклады АН СССР (1972) 205 , 4 , 834—837

Редактор книги, изданной на английском языке:
- The real structure of high‐Tc superconductors. Springer series in materials science, Springer, Springer‐Verlag, 1993; 189 Seiten, 107 Abbildungen, 4 Tabellen, ISBN 3‐540‐56559‐0 (Berlin). ISBN 0‐387‐56559‐0 (New York).

Автор книги стихов:
- Бедуины больших городов : Стихотворения. Фрагм. кн. странствий / Вениамин Шехтман. — пос. Черноголовка (Моск. обл.) : Б. и., 1996. — 99,[1] с.; 21 см.